# Вулиця Луганська (Львів)
Ву́лиця Лу́ганська — вулиця у Сихівському районі міста Львова, місцевість Персенківка. Сполучає вулицю Стрийську з Зеленою, утворює перехрестя з проспектом Червоної Калини, паралельно проходить вулиці Персенківка та Рахівська, а також одноколійна залізниця Львів — Сихів та розташована залізнична станція Персенківка. 
Прилучаються вулиці Козельницька, Академіка Ігоря Юхновського.

## Історія
Вулицю так названо 1958 року на честь українського міста Луганська.
Розширили та провели реконструкцію в середині 1970-х роках.

## Забудова
Забудова вулиці Луганської переважно промислова радянських часів — це території колишніх автобаз, підприємств тощо, що припинили своє існування протягом 1990-2000-х років, зокрема й Львівський домобудівний комбінат. Нині чисельні приміщення переобладнані на склади, гуртівні тощо та використовуються різними комерційними структурами.
№ 1а. Тут розташований магазин меблів «Меблевий край».
№ 2. Юридична адреса автостанції № 5, яка обслуговує місцеві автобусні маршрути, Бібрський напрямок.
№ 6. Супермаркет української торговельної мережі магазинів самообслуговування «Рукавичка», торговий центр меблів та інтер'єру «Гора».
№ 6а. 2009 року сюди переїхала «Перша Універсальна Склонарізка».
№ 8. Тут містяться салон меблів «Аккорд Львів», магазин «DecArt», меблева фабрика «Стиль».
№ 10. Тут працює виробничий цех компанії «Велич Каменю», що займається виробництвом широкого спектра продукції з натурального та штучного каменю.
№ 18. Один з корпусів колишнього заводу «Полярон», яке у наш час переобладнане на офісний центр. Тут, зокрема, розташовано регіональне представництво німецького концерну REHAU у Львові, відкрите 2003 року.

## Транспорт
У другій половині 1960-х років вулицею Зеленою було прокладено тролейбусну лінію, якою від вулиці Руставелі до початку вулиці Луганської курсував маршрут № 8, з кінцевою зупинкою біля автостанції № 5. На початку 1990-х років маршрут № 8 був скасований.
Вулиця Луганська відіграє важливу роль у транспортній мережі міста, зокрема громадського. З початку 2012 року у Львові запрацювала нова транспортна схема, відповідно до якої, вулицею Луганською курсують маршрутні таксі № 13, 42.

## Перспектива продовження вулиці
24 вересня 2013 року Львівська міська рада прийняла ухвалу, яка передбачає перспективу продовження вулиці Луганської до вулиці Городоцької. Орієнтовно площа ділянки під будівництво дороги — 20 гектарів. Для втілення проєкту передбачено викупити для суспільних потреб нерухоме майно (приватні земельні ділянки та будівлі), які розташовані на цих ділянках.